# リシャール・デタンプ
リシャール・デタンプ（Richard d'Étampes, 1395年 - 1438年6月2日）は、フランス・ブルターニュ公国の貴族。ドルー家の一員でリシャール・ド・モンフォール（Richard de Montfort）、リシャール・ド・ブルターニュ（Richard de Bretagne）とも呼ばれる。ヴェルテュ伯、ブノン伯、マント伯およびエタンプ伯。

## 生涯
ブルターニュ公ジャン4世とその3番目の妻でナバラ王シャルル2世の娘であるジャンヌの間の第8子、四男として生まれた。ブルターニュ公ジャン5世、アランソン公ジャン1世妃マリー、アルテュール3世の弟。
1399年に父が亡くなると、後見人のオリヴィエ・ド・クリッソンの計らいで他の兄弟と共にブルゴーニュ公フィリップ2世（豪胆公）に引き取られ、1403年に母がイングランド王ヘンリー4世と再婚してイングランドへ行った後もフランスに留まった。1410年にアルマニャック派が結成され長兄ジャン5世が加わると、先代オルレアン公ルイの娘でオルレアン公シャルルの妹かつ又従妹にあたるマルグリット・ドルレアンとリシャールの婚約が決まり、合わせてオルレアン公シャルルの娘ジャンヌとジャン5世・リシャール兄弟の甥に当たるアランソン公ジャン2世の婚約も決まった。
1420年、長兄と共にパンティエーヴル家のパンティエーヴル伯オリヴィエとその母マルグリットに狩猟と称して招かれ、シャントソー城に幽閉された。直ちに義姉ジャンヌを始めとするドルー家の家臣団が出動、城を包囲されたパンティエーヴル家は降伏しジャン5世らは解放された。
1423年、婚約通りマルグリット・ドルレアンと結婚し、間に7人の子女をもうけた。
- マリー（1424年 - 1477年） - フォントヴロー女子修道院長
- イザベル（1426年 - 1438年）
- カトリーヌ（1428年 - 1476年） - 1438年、オランジュ公ギヨーム7世・ド・シャロンと結婚
- フランソワ2世（1435年 - 1488年） - ブルターニュ公
- 次男（名前不明、1436年）
- マルグリット（1437年 - 1466年） - 修道女
- マドレーヌ（1439年 - 1462年） - 修道女

この結婚に伴い、妻の従兄にあたるフランス王シャルル7世によりエタンプ伯に叙せられ、ポワチエの荘園も与えられた。しかし当時は百年戦争中で、エタンプ伯領はシャルル7世の陣営と敵対するブルゴーニュ公フィリップ3世（善良公）の占領下にあったため、伯爵位は名目上のものであった。またエタンプ伯領はブルゴーニュ公の従弟ジャン・ド・ブルゴーニュが相続権を主張していた。エタンプ伯領は1435年にようやくリシャールに譲渡された。
1438年、クリッソン城（Château de Clisson）にて没した。